# ژاک زوا
ژاک زوا (انگلیسی: Jacques Zoua؛ زادهٔ ۶ سپتامبر ۱۹۹۱) بازیکن فوتبال اهل کامرون است.
از باشگاه‌هایی که در آن بازی کرده است می‌توان به باشگاه فوتبال آسترا جورجو، باشگاه ورزشی کایسری ارجیسپور، باشگاه فوتبال کایزرسلاوترن، باشگاه فوتبال بازل، باشگاه ورزشی هامبورگ، و باشگاه ورزشی بیرشات اشاره کرد.
وی همچنین در تیم‌های ملی فوتبال زیر ۲۰ سال کامرون و کامرون بازی کرده است.